# Hans Wachtmeister zu Johannishus

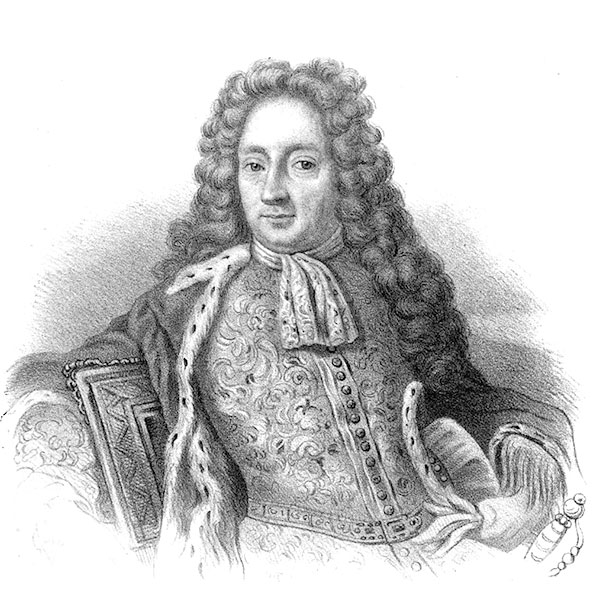
Hans Wachtmeister

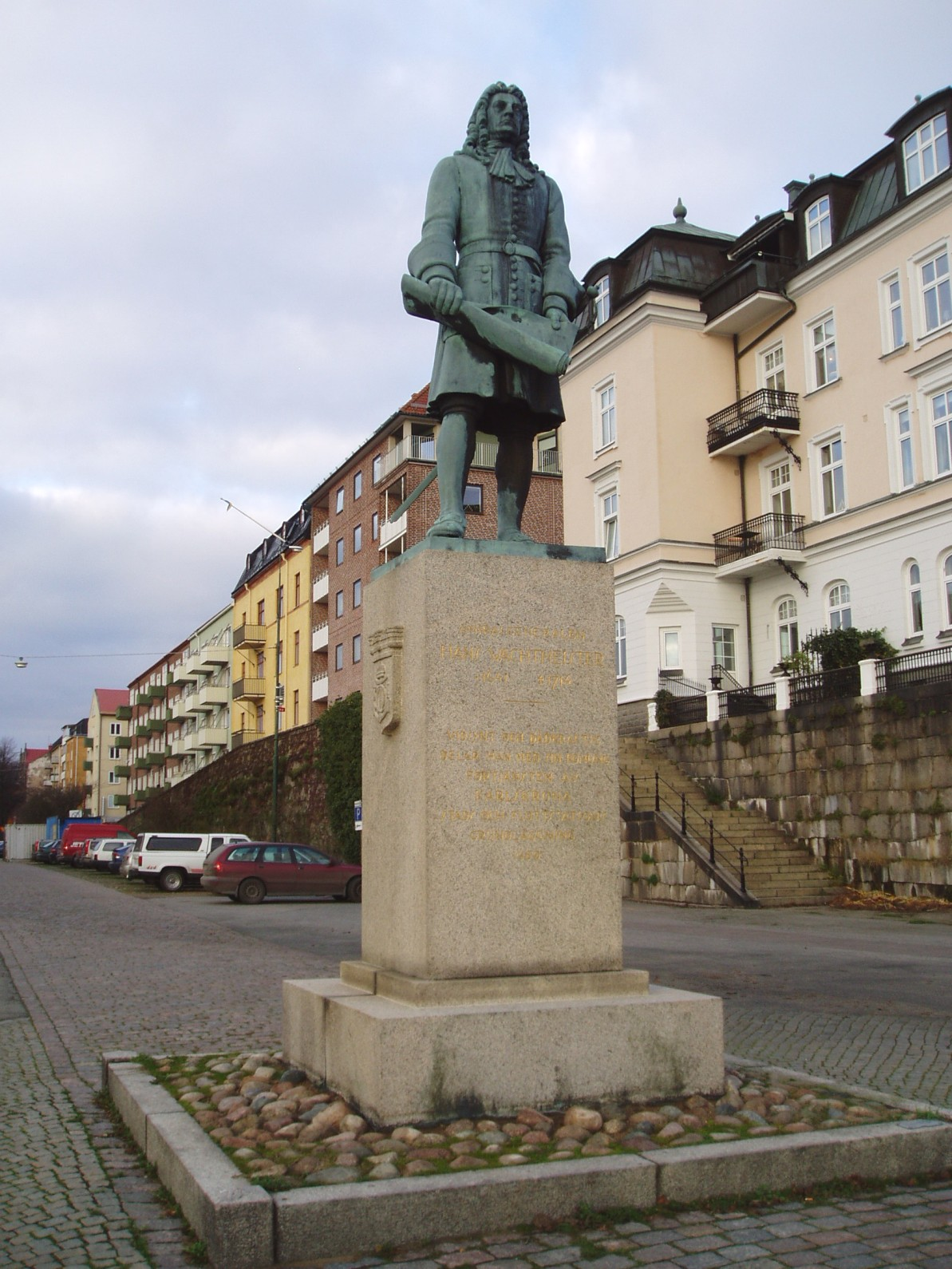
Denkmal für Hans Wachtmeister in der von ihm erbauten Hafenstadt Karlskrona

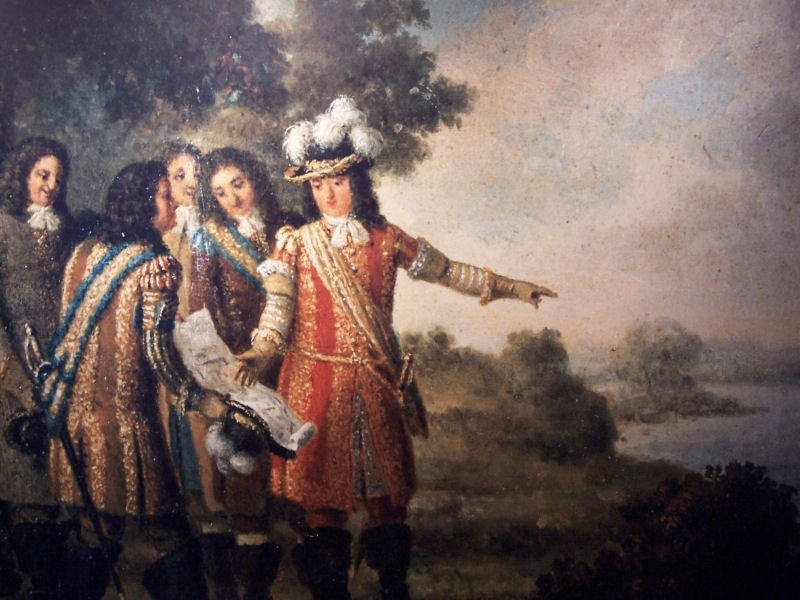
Die Gründerväter von Karlskrona: König Karl XI., Hans Wachtmeister, sein Bruder Axel Wachtmeister, sein Schwiegervater Rutger von Ascheberg und andere

Hans Graf Wachtmeister zu Johannishus (* 24. Dezember 1641 in Stockholm, Schweden; † 15. Februar 1714 ebenda) war ein schwedischer Admiral, Feldherr und Politiker aus dem Adelsgeschlecht Wachtmeister. Er war der älteste Sohn des Freiherrn Hans Wachtmeister zu Björkö (1609–1652) und der Baroness Agnes Margareta von Helmstedt.

## Leben
Nach sorgfältiger Erziehung und Ausbildung reiste Hans 1661 mit seinem Bruder Axel Wachtmeister zu Mälsåker (1643–1699) durch Italien (in Rom besuchte er die Exkönigin Christina), Frankreich (Paris) und die Niederlande. Bei Beginn des Zweiten Englisch-Niederländischen Seekrieges meldete er sich 1665 freiwillig zur englischen Marine, wechselte beim Beginn des Zweiten Bremisch-Schwedischen Krieges allerdings schon 1666 als Kapitänleutnant ins schwedische Heer unter Wolmar Wrangel. Nach dem Krieg wurde Hans Wachtmeister Kämmerer des schwedischen Königs Karl XI.
Im Schonenkrieg (1674–1679) stieg er bis 1676 zum Admiral auf, siegte an der Seite seines Königs in der Schlacht bei Lund und kämpfte bei Blekinge, Christianopel und Karlshamn. Nach der Absetzung des erfolglosen Reichsadmirals Gustaf Stenbock, dem Tod des Generaladmirals Lorentz Creutz und der Niederlage des Feldmarschalls Henrik Horn in der Seeschlacht in der Køgebucht (1677) übernahm er das Kommando über die Reste der schwedischen Flotte und kämpfte bis 1679 vor Kalmar und Öland.
Im schwedischen Reichstag stellte er sich 1680 auf die Seite des Königs und sprach sich für absolutistische Reformen aus, um die Kriegsfolgen zu bewältigen. Als Generalgouverneur bzw. Statthalter von Kalmar, Öland und Blekinge, geheimer Reichsrat, Generaladmiral (seit 1681) und Präsident des reorganisierten Admiralitätskollegiums ließ er den neuen Kriegshafen Karlskrona errichten (1679/80) und zahlreiche neue Kriegsschiffe bauen, so dass die schwedische Flotte schon 1689 größer und stärker war als vor dem Krieg.
Doch die Flotte verschlang Unsummen, und bei seiner Reform der Marine wurde Wachtmeister verdächtigt, die Günstlingswirtschaft zu fördern. Zudem war er als Admiral während des Großen Nordischen Krieges (1700–1721) gegen die dänische Marine wenig erfolgreich und unterlag dem dänischen Generaladmiral Ulrik Christian Gyldenløve 1710 erstmals in der Køgebucht. 1711 erlitt er einen Schlaganfall. Zumindest den Transport von Truppen und Nachschub nach Schwedisch-Pommern konnte er zunächst aufrechterhalten. Fehlentscheidungen der von ihm geführten Admiralität waren jedoch ein Grund für die Vernichtung der schwedischen Transportflotte vor Rügen im September 1712.

## Familie
Seit 1685 war Hans Wachtmeister verheiratet mit der Gräfin Sofia Lovisa von Ascheberg (Tochter des Feldherrn Rutger von Ascheberg), 1687 wurde er vom König in den Rang eines Grafen zu Johannishus erhoben. Hans’ Sohn trug den Namen Karl (Carl) Hans Wachtmeister (1689–1737) und war als Admiral u. a. verantwortlich für den Verlust des schwedischen Flaggschiffs Prinsessan Hedvig Sophia in der Seeschlacht bei Fehmarn (1715). Hans’ Neffe Karl (Carl) Hans Wachtmeister (1631–1731) wurde sein Nachfolger als Präsident des Admiralitätskollegiums.